# John Kocinski
John Kocinski (Little Rock, Arkansas, Estados Unidos, 20 de marzo de 1968) en  es un expiloto de motociclismo ya retirado, cuyo éxito incluye haber ganado el Campeonato Mundial de 250cc de 1990, así como el título mundial de Superbikes en 1997.

## Biografía

### Inicios
A los 17 años, Kocinski todavía era corredor de Yamaha en el Campeonato de la AMA de Superbikes de 250cc, competición que ganó de forma consecutiva entre 1987 y 1989. También ganó la carrera Supersport en 1989 en Daytona International Speedway, habiendo salido en la posición 53 de un total de 80 corredores.

### Mundial
En 1988 ganó la pole position en el GP de Estados Unidos, acabando la carrera en quinto lugar. Ese mismo año acabó quinto también en el Gran Premio de Japón.

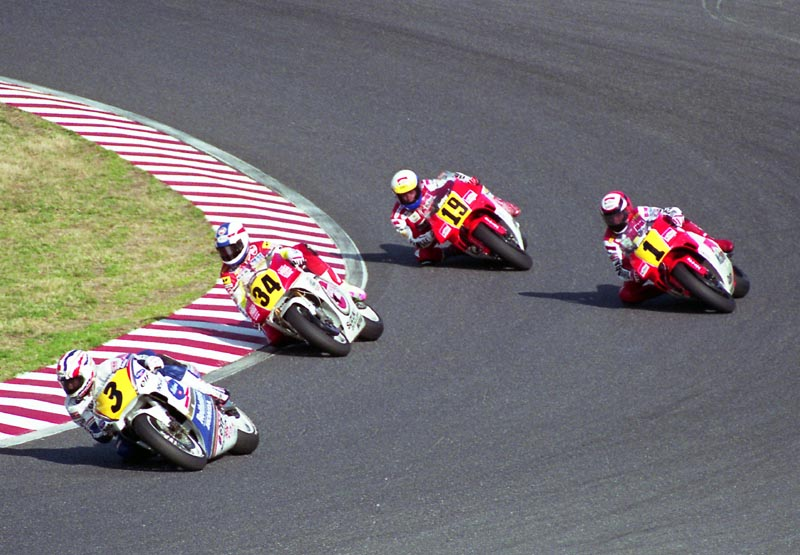
Doohan, Schwantz, Rainey y Kocinski en el GP de Japón de 1991

Su primera temporada completa en el Campeonato Mundial de 250cc fue en 1989. 
En 1990 corrió en cuatro campeonatos distintos, pero sobresalió ganando el Campeonato Mundial de 250cc es su primera temporada completa en el equipo de Kenny Roberts, el Marlboro-Yamaha con la YZR250. Fue un corredor de 500cc a tiempo completo en los siguientes dos años, acabando 4.º y 3.º respectivamente, ganando la ronda final en ambas temporadas.

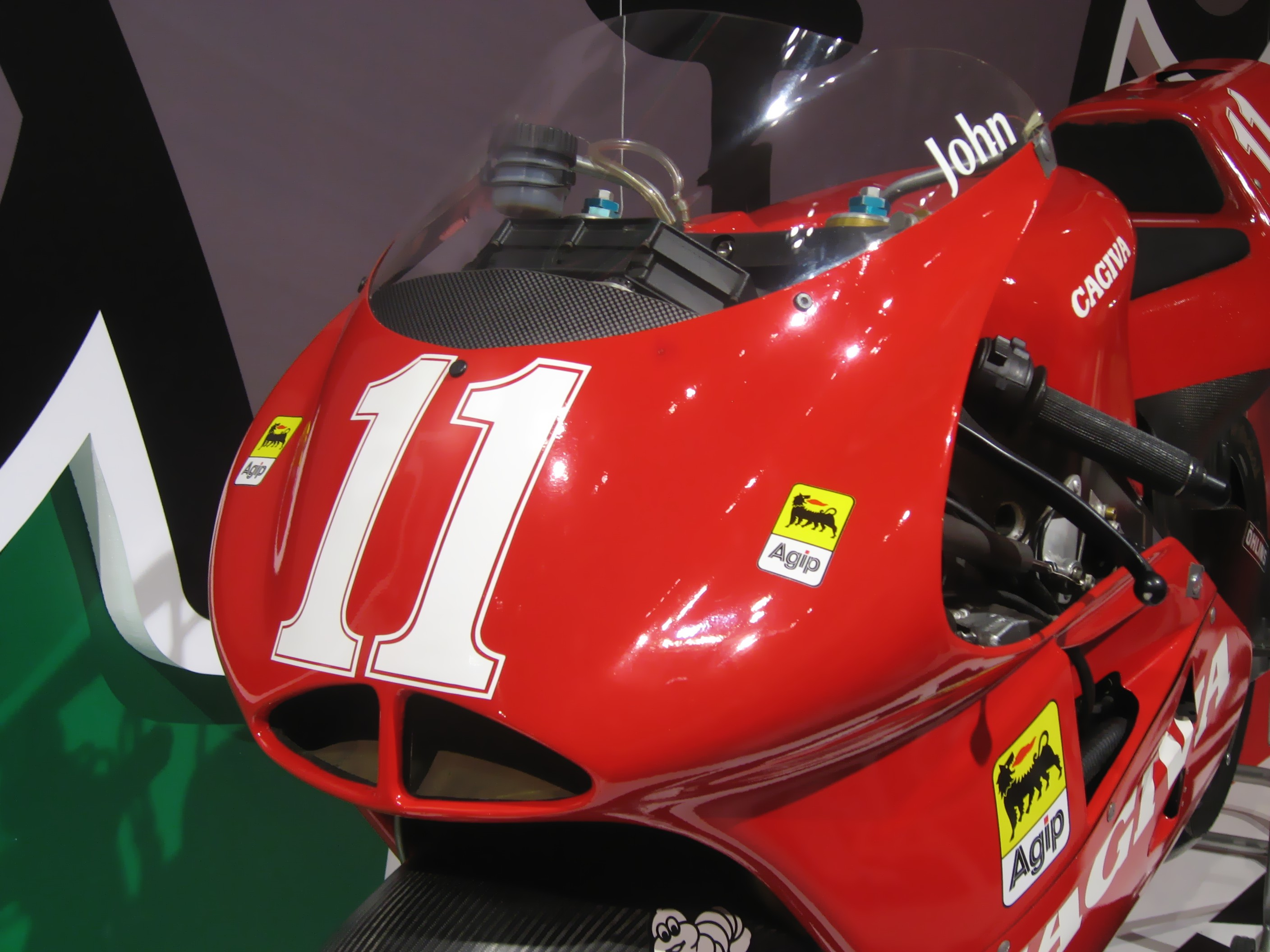
Cagiva GP500 de 1994 de John Kocinski

Kocinski empezó 1993 en 250cc, llevando a Suzuki a su primer podio en esta categoría, pero volvió a 500cc a mitad de temporada después de verse fuera del equipo Suzuki. Ganó la primera victoria de Cagiva en Laguna Seca, y quedó décimo sólo en cuatro participaciones. Inició 1994 con una victoria en Australia y finalizó la temporada en tercer lugar. Después de que Cagiva abandonara su participación en los Grandes Premios, Kocinski se concentró en convertirse en esquiador acuático profesional.

### Superbikes
En 1996 compitió en el Campeonato Mundial de Superbikes con Ducati, y casi gana el título en su primer intento, a pesar de abandonar Ducati durante el año. Se unió a Honda a lo largo de 1997, y ganó el título con nueve victorias y siete podios.

### Regreso al Mundial de Motociclismo y retirada
Kocinski volvió a los campeonatos de 500cc con Honda en 1998 encuadrado en el equipo de Sito Pons, el Pons Racing, patrocinado por MoviStar y 1999 en el equipo sin patrocinador de Erv Kanemoto, pero falló en ganar una carrera.
Corrió en casa en el Campeonato Nacional de AMA en 2000, para Vance & Hines Ducati, y fue probador para Yamaha durante los dos años siguientes, antes de retirarse.
Actualmente, es desarrollador de propiedad en Beverly Hills, California.

## Resultados

### Campeonato del Mundo de Motociclismo
Sistema de puntuación desde 1988 hasta 1991:
| Posición | 1.º | 2.º | 3.º | 4.º | 5.º | 6.º | 7.º | 8.º | 9.º | 10.º | 11.º | 12.º | 13.º | 14.º | 15.º |
| Puntos   | 20  | 17  | 15  | 13  | 11  | 10  | 9   | 8   | 7   | 6    | 5    | 4    | 3    | 2    | 1    |

Sistema de puntuación en 1992:
| Posición | 1.º | 2.º | 3.º | 4.º | 5.º | 6.º | 7.º | 8.º | 9.º | 10.º |
| Puntos   | 20  | 15  | 12  | 10  | 8   | 6   | 4   | 3   | 2   | 1    |

Sistema de puntuación de 1993 hasta 2022:
| Posición | 1.º | 2.º | 3.º | 4.º | 5.º | 6.º | 7.º | 8.º | 9.º | 10.º | 11.º | 12.º | 13.º | 14.º | 15.º |
| Puntos   | 25  | 20  | 16  | 13  | 11  | 10  | 9   | 8   | 7   | 6    | 5    | 4    | 3    | 2    | 1    |

#### Carreras por año
(Carreras en negrita indica pole position; Carreras en cursiva indica vuelta rápida)
| Año  | Clase | Equipo              | Moto   | 1      | 2       | 3      | 4     | 5       | 6       | 7     | 8       | 9     | 10     | 11     | 12    | 13     | 14     | 15     | 16    | Pts. | Pos. |
| ---- | ----- | ------------------- | ------ | ------ | ------- | ------ | ----- | ------- | ------- | ----- | ------- | ----- | ------ | ------ | ----- | ------ | ------ | ------ | ----- | ---- | ---- |
| 1988 | 250cc | Marlboro-Yamaha     | TZ250  | JAP 5  | USA 4   | ESP -  | EXP - | NAC Ret | ALE Ret | AUT - | NED DNS | BEL - | YUG -  | FRA -  | GBR - | SUE -  | CHE -  | BRA -  |       | 24   | 19.º |
| 1989 | 250cc | Marlboro-Yamaha     | TZ250  | JAP 1  | AUS -   | USA 1  | ESP - | NAC -   | ALE -   | AUT - | YUG -   | NED - | BEL -  | FRA -  | GBR - | SUE -  | CHE -  | BRA -  |       | 40   | 14.º |
| 1989 | 500cc | Marlboro-Yamaha     | YZR500 | JAP -  | AUS -   | USA -  | ESP - | NAC -   | ALE -   | AUT - | YUG -   | NED - | BEL 5  | FRA -  | GBR - | SUE -  | CHE -  | BRA -  |       | 5.5  | 35.º |
| 1990 | 250cc | Marlboro-Yamaha     | YZR250 | JAP 14 | USA 1   | ESP 1  | NAC 1 | ALE 3   | AUT 3   | YUG 2 | NED 1   | BEL 1 | FRA NC | GBR NC | SUE 2 | CHE 2  | HUN 1  | AUS 1  |       | 223  | 1.º  |
| 1991 | 500cc | Marlboro-Yamaha     | YZR500 | JAP 4  | AUS 3   | USA NC | ESP 2 | ITA 2   | ALE NC  | AUT 9 | EUR 5   | NED 6 | FRA NC | GBR 4  | RSM 6 | CHE 3  | LMA 4  | MAL 1  |       | 161  | 4.º  |
| 1992 | 500cc | Marlboro-Yamaha     | YZR500 | JAP NC | AUS DNS | MAL -  | ESP 5 | ITA 3   | EUR 5   | ALE 5 | NED 2   | HUN 7 | FRA 3  | GBR NC | BRA 2 | RSA 1  |        |        |       | 102  | 3.º  |
| 1993 | 250cc | Lucky Strike-Suzuki | RGV250 | AUS 2  | MAL 5   | JAP 9  | ESP 4 | AUT 7   | ALE 12  | NED 3 | EUR -   | RSM - | GBR -  | CHE -  | ITA - | USA -  | FIM -  |        |       | 80   | 12.º |
| 1993 | 500cc | Cagiva              | GP500  | AUS -  | MAL -   | JAP -  | ESP - | AUT -   | ALE -   | NED - | EUR -   | RSM - | GBR -  | CZE 4  | ITA 4 | USA 1  | FIM NC |        |       | 51   | 11.º |
| 1994 | 500cc | Cagiva              | GP500  | AUS 1  | MAL 2   | JAP 9  | ESP 3 | AUT 5   | ALE NC  | NED 8 | ITA NC  | FRA 2 | GBR 4  | CZE NC | USA 2 | ARG 3  | EUR 3  |        |       | 172  | 3.º  |
| 1998 | 500cc | Honda-Pons Racing   | NSR500 | JAP 13 | MAL 5   | ESP 11 | ITA 5 | FRA 4   | MAD DNF | NED - | GBR -   | ALE - | CZE 15 | IMO 13 | CAT 9 | AUS 12 | ARG 10 |        |       | 64   | 12.º |
| 1999 | 500cc | Kanemoto-Honda      | NSR500 | MAL NC | JAP NC  | ESP 6  | FRA 2 | ITA 8   | CAT 9   | NED 7 | GBR 9   | GER 5 | CZE 14 | IMO 8  | VAL 8 | AUS 9  | RSA 10 | RIO 13 | ARG 7 | 115  | 8.º  |

### Campeonato Mundial de Superbikes

#### Por temporada
| Temp. | Moto          | Equipo        | Carreras | Victorias | Podios | Poles | V.Ráp. | Pts. | Pos. |
| ----- | ------------- | ------------- | -------- | --------- | ------ | ----- | ------ | ---- | ---- |
| 1996  | Ducati 916    | Ducati Corse  | 24       | 5         | 12     | 3     | 4      | 337  | 3.º  |
| 1997  | Honda RVF750R | Castrol-Honda | 24       | 9         | 17     | 3     | 7      | 416  | 1.º  |
| Total | Total         | Total         | 48       | 14        | 29     | 6     | 11     | 753  |      |

#### Carreras por año
(Carreras en negrita indica pole position, carreras en cursiva indica vuelta rápida)
| Año  | Equipo        | Moto          | 1    | 1    | 2    | 2    | 3     | 3    | 4      | 4      | 5    | 5    | 6    | 6     | 7    | 7      | 8    | 8    | 9    | 9    | 10   | 10   | 11   | 11   | 12   | 12     | Pts. | Pos. |
| ---- | ------------- | ------------- | ---- | ---- | ---- | ---- | ----- | ---- | ------ | ------ | ---- | ---- | ---- | ----- | ---- | ------ | ---- | ---- | ---- | ---- | ---- | ---- | ---- | ---- | ---- | ------ | ---- | ---- |
| 1996 | Ducati Corse  | Ducati 916    | RSM  | RSM  | GBR  | GBR  | ALE   | ALE  | ITA    | ITA    | CZE  | CZE  | USA  | USA   | EUR  | EUR    | IDN  | IDN  | JAP  | JAP  | NED  | NED  | ESP  | ESP  | AUS  | AUS    | 337  | 3.º  |
| 1996 | Ducati Corse  | Ducati 916    | R1 1 | R2 1 | R1 7 | R2 6 | R1 2  | R2 3 | R1 Ret | R2 Ret | R1 4 | R2 6 | R1 1 | R2 12 | R1 3 | R2 Ret | R1 1 | R2 1 | R1 5 | R2 2 | R1 5 | R2 3 | R1 3 | R2 2 | R1 7 | R2 5   | 337  | 3.º  |
| 1997 | Castrol-Honda | Honda RVF750R | AUS  | AUS  | RSM  | RSM  | GBR   | GBR  | ALE    | ALE    | ITA  | ITA  | USA  | USA   | EUR  | EUR    | AUT  | AUT  | NED  | NED  | ESP  | ESP  | JAP  | JAP  | IDN  | IDN    | 416  | 1.º  |
| 1997 | Castrol-Honda | Honda RVF750R | R1 1 | R2 7 | R1 2 | R2 1 | R1 10 | R2 5 | R1 2   | R2 14  | R1 1 | R2 2 | R1 1 | R2 1  | R1 3 | R2 2   | R1 5 | R2 3 | R1 1 | R2 3 | R1 1 | R2 1 | R1 9 | R2 3 | R1 1 | R2 Ret | 416  | 1.º  |

| Predecesor: Troy Corser | Campeón Mundial de Superbikes 1997 | Sucesor: Carl Fogarty  |
| Predecesor: Sito Pons   | Campeón Mundial de 250cc 1990      | Sucesor: Luca Cadalora |

- Datos: Q732601
- Multimedia: John Kocinski / Q732601